# Núcleo Rural Sobradinho dos Melos

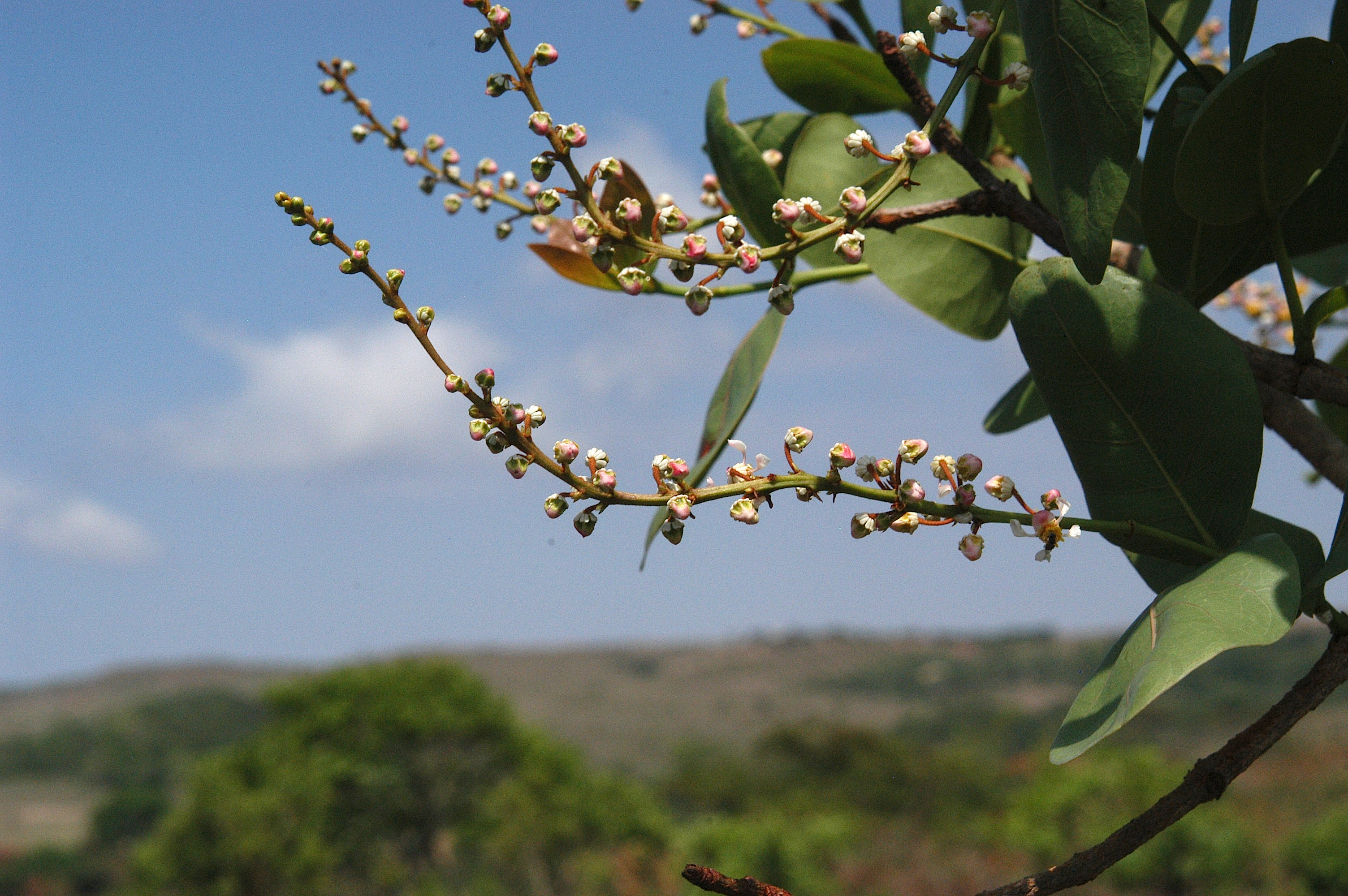
Detalhe de árvore do cerrado nos morros próximos a Sobradinho dos Melos

O Núcleo Rural de Sobradinho dos Melos é uma comunidade da região administrativa de Paranoá, no Distrito Federal. Trata-se de um grande vale com casas e chácaras onde, no sentido norte-sul e ao fundo, passa o Rio São Bartolomeu, o maior do Distrito Federal, com as margens protegidas pela mata de galeria - pelo menos no trecho próximo ao núcleo povoado de Sobradinho dos Melos . Quase toda a sua maioria populacional é composta por famílias numerosas de baixa renda .  Em janeiro de 2006 houve um surto de hantavirose no DF com alguns casos em Sobradinho dos Melos . 